# 제4인터내셔널 일본지부 (볼셰비키-레닌주의)
제 4 인터내셔널 일본 지부 (볼셰비키 - 레닌 주의자) (약칭 : 4인터 (BL 파) )는 일본의 신좌파 당파 중 하나이다. 1967년에 4인터 일본 지부에서 분열해서 태어났고, 같은 해 무장 봉기 준비위원회 (AIPC) 가 조직되었다. 학생 조직은 프롤레타리아 군단 전국 학생회 (프롤레타리아 군단) , 고등학생 조직은 고등학생 폭력 혁명 전선.
헬멧 의 색상은 검은 색에서 흰색 글씨로 크게 " 프로 군 "또는 " AIPC "( A rmed I nsurrection P reparation C ommittee 무장 봉기 준비위원회의 약자)라고 써 있었다. 그들은 그것이 " 검은 지옥 "이라고 말했다.

## 개요
무장 봉기 준비위원회 (AIPC)는 1967년에 제 4 인터내셔널 일본 지부에서 분열 된 조직이다. 당초 단기간은 제 4 인터내셔널 일본 지부 · 볼셰비키 - 레닌 주의자 (BL 파)를 자칭 한 적도 있었지만, AIPC라는 이름으로 당 조직이 설립되었다.
이론적 지도자는 오오타 류였다. 하지만 오오타는 실제 활동에 거의 참여하지 않는다. 토로츠키주의를 기반으로 "베트남 혁명 승리" "반혁명 일공 · 민청 타도 '를 내걸었다. 거점 학교는 호세이 대학 과 리츠 메이 칸 대학 등. 호세이 대학에서는 제일 법학부, 자치회 두개 부, 교양 부 자치회 등을 거점으로 호세이 대학 전공투의 최대 계파였고 60년대 후반에 호세이 대학 학생 운동을 주도했다. 전국 전공투 에도 참여했다. 오오타 류는 70년대 초반부터 조선인 피폭자 문제와 아이누 해방 운동 등으로 기울어 민족 주의적 경향이 강해졌기 때문에 조직과는 자연적으로 떨어져 갔다. 도쿄 대학 야스다 강당 공방전에서 많은 구속자를 낸 것으로 조직 자체도 약화되었고 70년대 초반부터 활동가들이 체포되어 자연 소멸의 길을 걸어갔다. 박대통령 부인 저격 문세광은 "고등학생 폭력 혁명 전선"간사이 분회의 리더이며 전투적인 동시에 과 성격 · 행동에서 조직의 덕망이 높았다. 